# کاروانسرای شتر خانه جویم
کاروانسرای شتر خانه جویم مربوط به دوره زند است و در شهرجویم و بخش جویم، جنوب شرقی کاروانسرای ابوالحسن واقع شده و این اثر در تاریخ ۱۹ مرداد ۱۳۸۴ با شمارهٔ ثبت ۱۲۶۹۹ به‌عنوان یکی از آثار ملی ایران به ثبت رسیده است.